# Данкан Ґреґґ
Данкан Ґреґґ (англ. Duncan Gregg, 28 лютого 1910 — 14 лютого 1989) — американський академічний веслувальник.
Олімпійський чемпіон 1932 року в складі вісімки.